# Giftsnoge
Giftsnoge (Elapidae: Græsk ἔλλοψ éllops ) er en familie af meget giftige slanger som findes i tropiske og subtropiske områder rundt om i verden, terrestrisk i Asien, Australien, Afrika, Nordamerika og Sydamerika, og akvatisk i Stillehavet og Det Indiske Ocean.
I øjeblikket er der 325 arter i 61 slægter som er anerkendt 
Giftsnoge findes en bred vifte af størrelser, fra de mindste arter som Drysdalia på 18 cm til den næsten 6 meter store Kongekobra.
De er kendetegnet ved et par af hule, fastsiddende tænder, runde pupiller og slank hovedform, i modsætning til slanger i hugormfamilien, som har smalle, lodrette pupiller, de bevægelige hugtænder og hoveder generelt markant bredere end nakken.

## Slægt
| Slægt                                  | Taxon forfatter                        | Arter | underarter* | Almindeligt navn                                                                                                | Geografisk udbredelse |
| -------------------------------------- | -------------------------------------- | ----- | ----------- | --- | --- |
| Acalyptophis                           | Boulenger, 1869                        | 1     | 0           | spiny-headed seasnake                                                                                           | Thailandbugten, Sydkinesiske Hav, Taiwanstrædet, og kysterne af Guangdong, Indonesien og Filippinerne, Ny Guinea, Ny Kaledonien, Australien (Northern Territory, Queensland, Western Australia) |
| Acanthophis                            | Daudin, 1803                           | 7     | 0           | dødsorme | Australien, New Guinea, Indonesien (Seram og Tanimbar) |
| Aipysurus                              | Lacépède, 1804                         | 7     | 1           | olivenbrun havslange                                                                                            | Timorhavet, Sydkinesiske Hav, Taiwanstrædet, og kysterne af Australien (Northern Territory, Queensland, Western Australia), New Caledonia, Loyalitetsøerne, sydlige New Guinea, Indonesien, vestlige Malaysia og Vietnam |
| Aspidelaps                             | Fitzinger, 1843                        | 2     | 4           | skjoldnæsekobra                                                                                                 | Sydafrika (Kap-provinsen, Transvaal), Namibia, sydlige Angola, Botswana, Zimbabwe, Mozambique |
| Aspidomorphus                          | Fitzinger, 1843                        | 3     | 3           | collared adders                                                                                                 | New Guinea |
| Astrotia                               | Fischer, 1855                          | 1     | 0           | Stokes' sea snake                                                                                               | Kystområderne fra vest for Indien og Sri Lanka gennem Taiwanstrædet til sydkinesiske hav, vest Malaysia, Indonesien øst til Ny Guinea, nord og øst kyster i Australien og Filippinerne |
| Austrelaps                             | Worrell, 1963                          | 3     | 0           | kobberhoved | Australien (South Australia, New South Wales, Victoria, Tasmanien) |
| Boulengerina                           | Dollo, 1886                            | 2     | 1           | vandkobra | Cameroun, Gabon, Demokratiske Republik Congo, Congo, Centralafrikanske Republik, Tanzania, Ækvatorialguinea, Rwanda, Burundi, Zambia |
| Bungarus                               | Daudin, 1803                           | 12    | 4           | krait | Indien (inkl. Andamanerne), Myanmar, Nepal, Vietnam, Afghanistan, Pakistan, Sri Lanka, Bangladesh, Cambodia, Indonesia (Java, Sumatra, Bali, Sulawesi), Peninsular Malaysia, Singapore, Taiwan, Thailand |
| Cacophis                               | Günther, 1863                          | 4     | 0           | rainforest crowned snakes                                                                                       | Australien (New South Wales, Queensland) |
| Calliophis                             | Gray, 1834                             | 8     | 11          | Orientalske koralslanger                                                                                        | Indien, Bangladesh, Sri Lanka, Nepal, Indonesien, Cambodja, Malaysia, Singapore, Thailand, Burma, Brunei, Filippinerne, Vietnam, Laos, det sydlige Kina, Japan (Ryukyu øerne), Taiwan |
| Demansia                               | Gray, 1842                             | 9     | 2           | whipsnakes | New Guinea, Continental Australien |
| Dendroaspis                            | Schlegel, 1848                         | 4     | 1           | Mamba | Kenya, Tanzania, Mozambique, Malawi, Zimbabwe, Sydafrika, Ghana, Togo, Benin, Nigeria, Cameroun, Guinea, Gabon, Principe (Guineabugten), Den Centralafrikanske Republik, Den Demokratiske Republik Congo, Congo, Uganda, Rwanda, Burundi, Ækvatorial Guinea, Angola, Sudan, Botswana, Burkina Faso, Eritrea, Senegal, Mali, Etiopien, Elfenbenskysten, Namibia, Somalia, Swaziland, Zambia, Gambia, Guinea-Bissau, Liberia, Elfenbenskysten, Sierra Leone |
| Denisonia                              | Krefft, 1869                           | 2     | 0           | ornamental snakes                                                                                               | Central Queensland og centrale nordlige New South Wales, Australien |
| Drysdalia                              | Worrell, 1961                          | 3     | 0           | southeastern grass snakes                                                                                       | Det sydlige Australien (Western Australia, South Australia, Victoria, Tasmanien, New South Wales) |
| Echiopsis                              | Fitzinger, 1843                        | 1     | 0           | bardick | Det sydlige Australien (Western Australia, South Australia, Victoria, New South Wales) |
| Elapognathus                           | Boulenger, 1896                        | 2     | 0           | southwestern grass snakes                                                                                       | Western Australia |
| Elapsoidea                             | Bocage, 1866                           | 10    | 7           | African or venomous garter snakes (ikke relateret til nordamerikanske strømpebånd slanger, som er ikke giftigt) | Senegal, Sydafrika, Mozambique, Namibia, Botswana, Zimbabwe, Swaziland, Gambia, Angola, Benin, Burkina Faso, Cameroun, Den Centralafrikanske Republik, Tchad, Ghana, Elfenbenskysten, Malawi, Mali, Mauretanien, Niger, Nigeria, Uganda, Senegal , Sudan, Tanzania, Togo, Den Demokratiske Republik Congo, Congo, Zambia, Kenya, nord Burundi, Rwanda, Etiopien, Uganda, Somalia                                                                          |
| Emydocephalus                          | Krefft, 1869                           | 2     | 0           | turtlehead sea snakes                                                                                           | Kysterne af Timor (indonesisk Hav), Ny Kaledonien, Australien (Northern Territory, Queensland, Western Australia), og i den sydøstasiatiske Hav langs kysterne af Kina, Taiwan, Japan og Ryukyu øerne |
| Enhydrina                              | Gray, 1849                             | 2     | 0           | næb-havslange                                                                                                   | I Den Persiske Golf (Oman, De Forenede Arabiske Emirater, etc.), mod syd til Seychellerne og Madagaskar, Sydøstasiatiske Hav (Pakistan, Indien, Bangladesh, Myanmar, Thailand, Vietnam), Australien (North Territory, Queensland), New Guinea og Papua Ny Guinea |
| Ephalophis                             | M.A. Smith, 1931                       | 1     | 0           | Grey's mudsnake                                                                                                 | Northwestern Australien |
| Furina                                 | A.M.C. Duméril, 1853                   | 5     | 0           | pale-naped snakes                                                                                               | Mainland Australien, det sydlige New Guinea, Aru-øerne |
| Hemachatus                             | Fleming, 1822                          | 1     | 0           | Spyttekobra | Sydafrika, Zimbabwe, Lesotho, Swaziland |
| Hemiaspis                              | Fitzinger, 1861                        | 2     | 0           | swamp snakes | Østlige Australien (New South Wales, Queensland) |
| Hemibungarus                           | W. Peters, 1862                        | 1     | 2           | Asiatiske koralslanger                                                                                          | Taiwan, Japan (Ryukyu Øer) |
| Homoroselaps                           | Jan, 1858                              | 2     | 0           | harlequin snakes                                                                                                | Sydafrika |
| Hoplocephalus                          | Wagler, 1830                           | 3     | 0           | broad-headed snakes                                                                                             | Østlige Australien (New South Wales, Queensland) |
| Hydrelaps                              | Boulenger, 1896                        | 1     | 0           | Port Darwin mudsnake                                                                                            | Det nordlige Australien, det sydlige New Guinea |
| Hydrophis                              | Latreille In Sonnini & Latreille, 1801 | 34    | 3           | Havslanger | Indoaustralian og sydøstasiatiske farvande. |
| Kerilia                                | Gray, 1849                             | 1     | 0           | Jerdon's sea snake                                                                                              | Sydøstasiatiske farvande |
| Kolpophis                              | M.A. Smith, 1926                       | 1     | 0           | bighead sea snake                                                                                               | indiske Ocean |
| Lapemis                                | Gray, 1835                             | 1     | 1           | Shaw's havslange                                                                                                | Persiske Golf til Det Indiske Ocean, Sydkinesiske Hav, Indo-australske Arkipelag og det vestlige Stillehav |
| Laticauda                              | Laurenti, 1768                         | 5     | 0           | havkrait | Sydøstasiatiske og Indo-australske farvande |
| Leptomicrurus                          | K.P. Schmidt, 1937                     | 4     | 2           | blackback coral snake                                                                                           | Northern Sydamerika |
| Loveridgelaps                          | McDowell, 1970                         | 1     | 0           | Solomons small-eyed snake                                                                                       | Salomonøerne |
| Micropechis                            | Boulenger, 1896                        | 1     | 0           | Ny Guinea kokosslange                                                                                           | Ny Guinea |
| Micruroides                            | K.P. Schmidt, 1928                     | 1     | 2           | Vestlige koralslanger                                                                                           | USA (Arizona, det sydvestlige New Mexico), Mexico (Sonora, Sinaloa) |
| Micrurus                               | Wagler, 1824                           | 69    | 54          | koralslanger | Sydlige Nordamerika, Sydamerika |
| Naja                                   | Laurenti, 1768                         | 23    | 3           | Kobraer | Afrika, Asien |
| Notechis                               | Boulenger, 1896                        | 2     | 0           | tigerslange | Syd Australien, herunder mange øer |
| Ogmodon                                | W. Peters, 1864                        | 1     | 0           | bola | Fiji |
| Ophiophagus                            | Günther, 1864                          | 1     | 0           | Kongekobra | Bangladesh, Myanmar, Cambodja, Kina, Indien, Andamanerne, Indonesien, Laos, Thailand, Vietnam, vest Malaysia, Filippinerne |
| Oxyuranus                              | Kinghorn, 1923                         | 3     | 2           | taipan | Australien, Ny Guinea |
| Parahydrophis                          | Burger & Natsuno, 1974                 | 1     | 0           | Northern mangrove sea snake                                                                                     | Det nordlige Australien, det sydlige Ny Guinea |
| Paranaja                               | Loveridge, 1944                        | 1     | 2           | gravende kobra                                                                                                  | Vest/central Demokratiske Republik Congo, Congo, Cameroun |
| Parapistocalamus                       | Roux, 1934                             | 1     | 0           | Hediger's snake                                                                                                 | Bougainville, Salomonøerne |
| Paroplocephalus                        | Keogh, Scott and Scanlon, 2000         | 1     | 0           | Lake Cronin snake                                                                                               | Western Australia |
| Pelamis                                | Daudin, 1803                           | 1     | 0           | pelamide | Indiske Ocean og Stillehavet |
| Praescutata viperina                   | Wall, 1921                             | 1     | 0           | viperine sea snake                                                                                              | Persiske Golf, Det Indiske Ocean, sydkinesiske Hav nordøst for kystregion Fujian og Taiwanstrædet |
| Pseudechis                             | Wagler, 1830                           | 7     | 0           | sortslange | Australien |
| Pseudohaje                             | Günther, 1858                          | 2     | 0           | trækobra | Angola, Burundi, Cameroun, Den Centralafrikanske Republik, Den Demokratiske Republik Congo, Congo, Gabon, Ghana, Kenya, Nigeria, Rwanda, Uganda, Sierra Leone, Liberia, Elfenbenskysten, Togo, Nigeria |
| Pseudonaja                             | Günther, 1858                          | 8     | 2           | brunslange | Australien |
| Rhinoplocephalus                       | F. Müller, 1885                        | 6     | 0           | Australian small-eyed snakes                                                                                    | Sydlige og østlige Australien, det sydlige New Guinea |
| Salomonelaps                           | McDowell, 1970                         | 1     | 0           | Solomons koralslange                                                                                            | Salomonøerne |
| Simoselaps                             | Jan, 1859                              | 13    | 3           | Australian koralslange                                                                                          | Mainland Australien |
| Sinomicrurus (Calliophis) macclellandi | Slowinski et al., 2001                 | 5     | 4           | MacClelland’s (asiatisk) koralslange                                                                            | Indien, Myanmar, Vietnam, Kina, Taiwan, Japan |
| Suta                                   | Worrell, 1961                          | 10    | 2           | hooded snakes (and curl snake)                                                                                  | Australien |
| Thalassophis                           | P. Schmidt, 1852                       | 1     | 0           | anomalous sea snake                                                                                             | Sydkinesiske Hav (Malaysia, Thailand-bugten), Det Indiske Ocean (Sumatra, Java, Borneo) |
| Toxicocalamus                          | Boulenger, 1896                        | 11    | 0           | Ny Guinea forest snakes                                                                                         | Ny Guinea (og nærliggende øer) |
| Tropidechis                            | Günther, 1863                          | 2     | 0           | ruskællet giftsnog                                                                                              | Eastern Australia |
| Vermicella                             | Gray In Günther, 1858                  | 5     | 0           | bandy-bandies                                                                                                   | Australien |
| Walterinnesia                          | Lataste, 1887                          | 2     | 0           | ørkenkobra | Egypten, Israel, Libanon, Syrien, Jordan, Irak, Iran, Kuwait, Saudi-Arabien, Tyrkiet |

*Ikke inklusive Nominatformen underart